# Jean Maurice Perronet
Jean Maurice Perronet (ur. 19 października 1877 w Paryżu, zm. 1 kwietnia 1950 tamże) – francuski szermierz i malarz, srebrny medalista olimpijski.
W 1896 na igrzyskach olimpijskich w Atenach wziął udział w turnieju florecistów (zawodowców). Do zawodów stanęło zaledwie dwóch zawodników: Perronet i Grek Leonidas Pirgos. W walce finałowej przegrał 1-3 i zajął drugie miejsce. Był to jego jedyny start olimpijski.
Perronet był malarzem, akwarelistą.
Jego matka chrzestną była Sarah Bernhardt. Był sekretarzem w jej teatrze – Théâtre Sarah-Bernhardt.